# Дар (Цілком таємно)
Дар (The Gift) — 11-й епізод восьмого сезону серіалу «Цілком таємно». Епізод не належить до «міфології серіалу» — це монстр тижня. Прем'єра в мережі «Фокс» відбулася 4 лютого 2001 року.
У США серія отримала рейтинг Нільсена, рівний 8.8, це означає, що в день виходу її подивилися 14.6 мільйона глядачів.

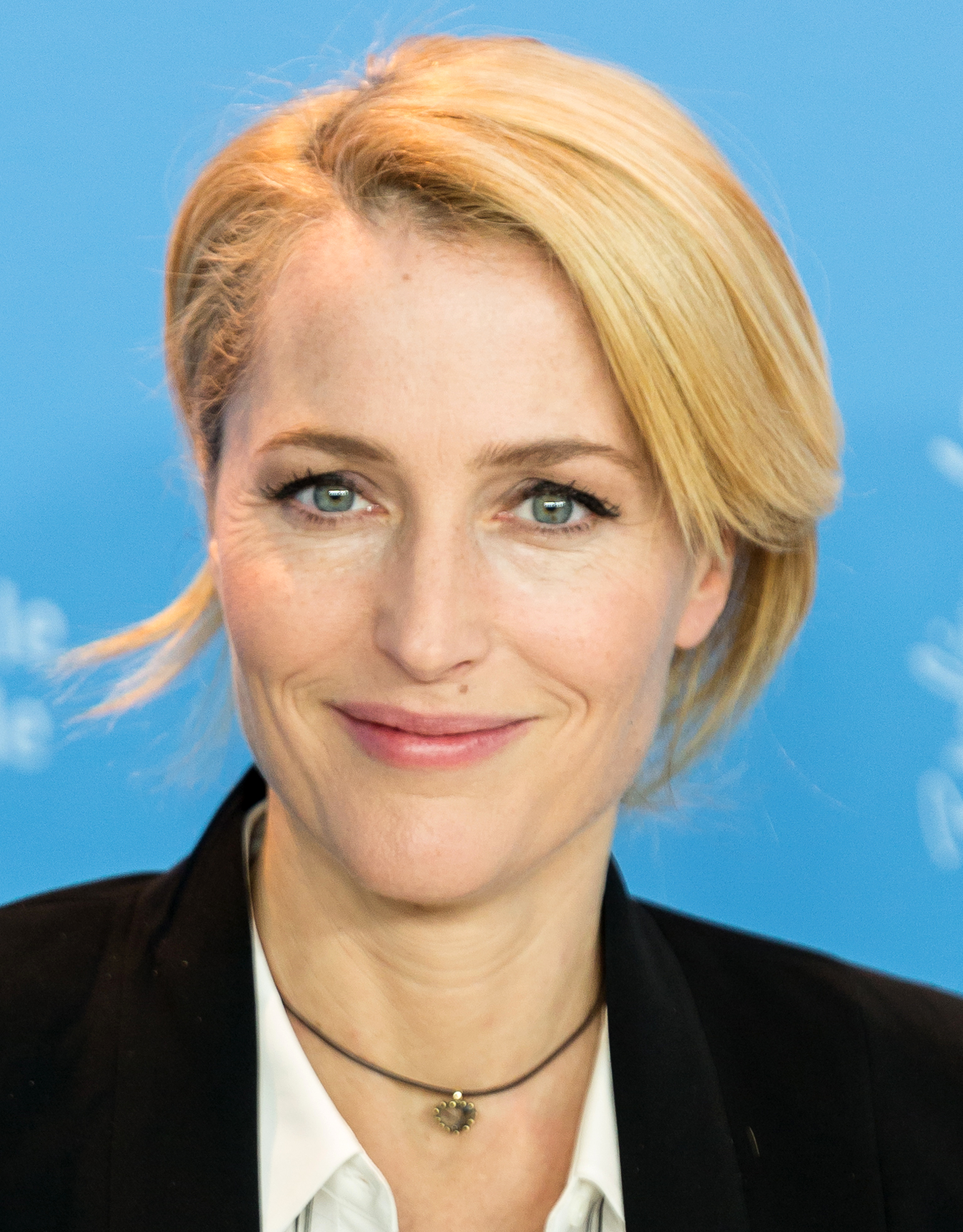

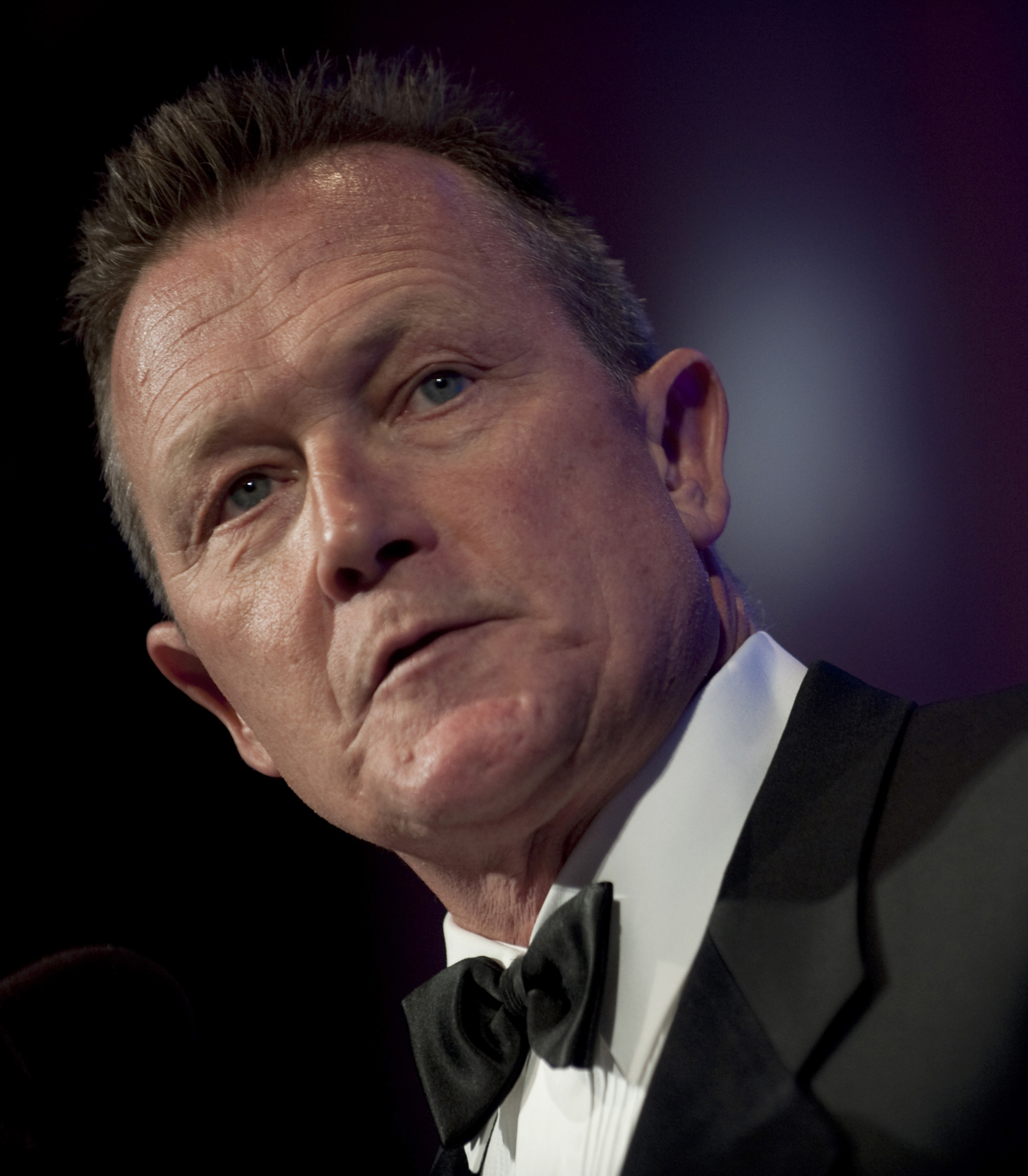

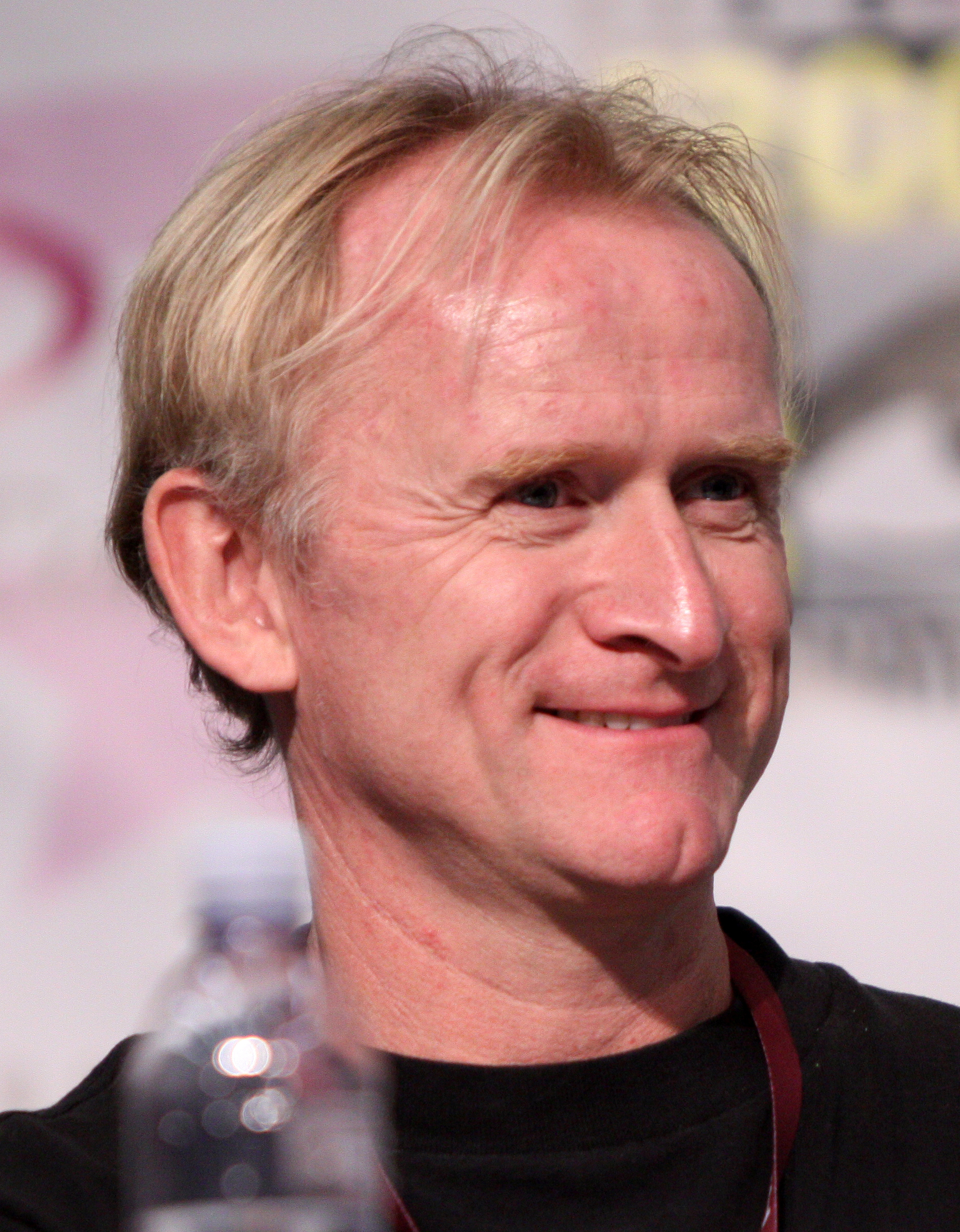

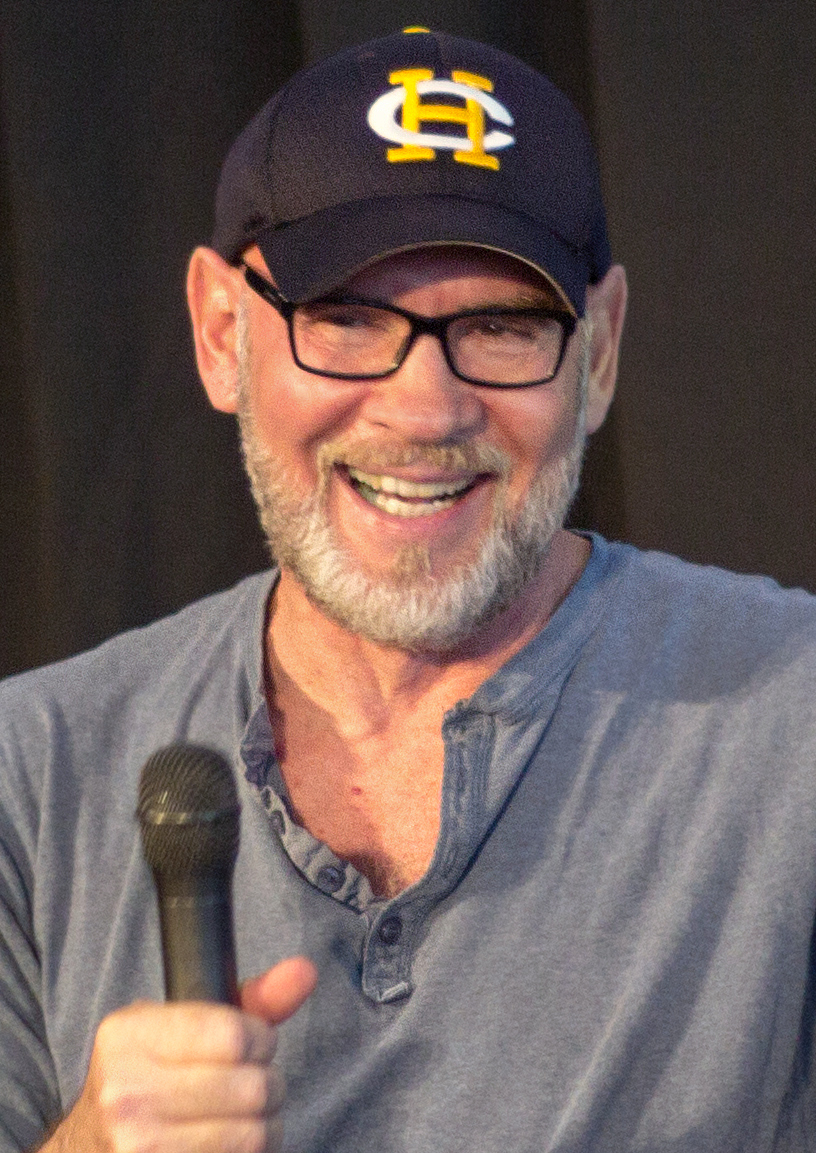

Доггетт натикається на стару справу про цілителя-«пожирача душ», який, як він сподівається, проллє світло на зникнення Малдера. Серія флешбеків показує, що Малдер, вмираючи від хвороби мозку, яку він отримав після впливу інопланетного артефакту, звернувся до цілителя за рік до подій епізоду. Але побачивши, як істота страждає, відмовився від допомоги. В ході розслідування Доггетта вбиває місцевий шериф, але пожирач душ поглинає його смерть і вмирає, воскрешаючи Доггетта.

## Зміст
Істина поза межами досяжного
Людина, обличчя якої не видно, під дощем під'їжджає до будинку у Сквоміші і входить до нього, на дверях якого є зловісний символ, намальований кров'ю. Коли він всередині, до жінки підходить гуманоїдна істота, але таємничий чоловік стріляє тричі в істоту. Коли чоловік повертається до своєї машини, остаточно розкривається хто це: Фокс Малдер.
Доггетт досліджує можливу причину зникнення Малдера в Сквоміші (штат Пенсільванія). Очевидно, навесні 2000 року Малдер відвідав місто в пошуках чогось, щоб вилікувати свою смертельну хворобу мозку, яку він отримав через вплив чужорідного артефакту. Місцевий шериф Курт Фрай повідомляє Доггетту, що Малдер розслідує справу за участю Марі Генгеміл. Її сестра розповіла Марі легенду індіанців про істоту, яка живе в лісі. Допитуючи Генгемілів, Доггетт дізнається, що Марі страждає від термінальної ниркової недостатності. При цьому Генгеміли приховують що Малдер увечері до них повертався. Виходячи, Доггетт також помічає заштукатурені вогнепальні отвори в їх стіні. Пізніше, у квартирі Малдера, Доггетт знаходить пістолет, який Фокс ховав під раковиною. Тим часом у Сквоміші екскаватор викопує кам'яне коло, розташоване на міському кладовищі. Доггетт повідомляє Скіннеру про другий пістолет Малдера і відсутність трьох куль. Вони голосно сваряться щодо змісту звіту Доггетта. Пізніше тієї ж ночі жителі міста з'являються в лісовій хатині, вимагаючи від сільської жінки, яка проживає там, видати когось. Істота намагається втекти, але її переслідують із собаками і захоплюють.
Доггетт і Волтер Скіннер повертаються до Сквоміша і запитують шерифа про вбивство невідомого перехожого. Який, на думку Доггетта, був убитий Малдером. Доггетт і Скіннер подорожують на кладовище і виявляють, що могила, викопана раніше екскаватором, є тимчасовою. Вони виявляють труну розкритою і порожньою, але Доггетт помічає, що похований вирвався з власного поховання. Шериф прибуває зі створінням, яке виявилося пожирачем душ, яка виліковується від людських хвороб — до будинку Гегенміла, де символ з крові знову на дверях. Огидна істота широко розкриває щелепи і кусає Марі. Скіннер і Малдер приїздять до Генгемілів — але Марі нема а її чоловік мовчить. Скіннер виявляє приховану калюжу крові. Тим часом, глибоко під землею, істота вибльовує, як видається, матеріальні залишки Марі, у форму особи в формі ґрунту. Доггтет пропонує Скіннеру теорію, що Малдер застрелив когось, щоб захистити її від людини, яка мала бути в тій могилі.
Скіннер з Доггеттом зв'язуються із Самотніми стрільцями — вони оповідають про прив'язаність знака на дверях до історії про шамана-пожирача душ. Доггетт іде сам, щоб побачити жінку, яка охороняла істоту в лісі. Він припускає, що Малдер, шкодуючи істоту, намагався її евтаназувати, і не рятувати Марі. Доггетт чує шум і знаходить двері в підлозі, що ведуть у тунелі. Під землею він знаходить Марі — яка ніби сформувалася із блювотиння істоти — і доставляє її до лікарні. Доггетт повідомляє Скіннера, що її нирки зажили спонтанно. Агент повертається до жінки, яка стежить за істотою. Жінка пояснює, що істота виглядає так, як виглядає, тому що приймає хвороби інших у себе, одночасно зцілюючи їх. Джон розуміє — Малдер приїздив сюди за зціленням і побачив як ця істота страждає — тому Фокс убив його щоб не додати ще й свого болю. Доггетт бачить сльози в очах пожирача й вирішує забрати істоту від суспільства, яке лише ним користується. Однак Доггетта вбивають — приїздять місцеві люди, а шериф стріляє йому у спину; після пострілу істота зникла з автівки. Доггетт уночі потайки похований, але пізніше прокидається в тунелях. У темному кутку печери жінка плаче біля помираючого душоїда. Вона говорить, що, з'ївши смерть Доггетта, істоті нарешті дозволили померти.
Повернувшись у штаб-квартиру ФБР, Доггетт намагається написати свій звіт. Коли Скіннер перевіряє його, він заохочує Доггетта не подавати звіт, оскільки це суперечить попередньому звіту Малдера і завдає шкоди його репутації, Скаллі та Доггетту. Доггетт протестує, що Скаллі не знала про події, але Скіннер нагадує йому, що на очищення її імені підуть місяці, і що достатньо, аби вони двоє знали правду про те, що сталося.
Вони ненавидять його за те, що вони його потребують

## Зйомки
В серії відбулася істотна поява Духовни як Малдера — від часу виходу «Зсередини» та « Ззовні». Після врегулювання контракту з «Fox», Духовни припинив участь у серіалі після сьомого сезону. Щоб пояснити відсутність Малдера, згідно сюжетної лінії персонажа Духовни викрали інопланетяни у фіналі сьомого сезону. Після кількох раундів договірних обговорень Духовни погодився повернутися на кілька епізодів. Кріс Картер пізніше стверджував, що відсутність Малдера не вплинула на серіал, зазначивши, що «є персонажі, які можуть бути потужними і при їх відсутності».
Епізод був написаний Френком Спотніцем і задуманий як історія про мораль. Спотніц переконався, що епізод має чітку мету і причину, згодом він зазначив: «Якщо ви збираєтесь відійти від буквальної реальності, як більшість з нас знає — якщо ви збираєтесь піти у надприродне — як письменник, ви повинні запитати себе: чому? І якщо у вас дійсно немає сенсу чи причини, ваша історія, ймовірно, буде не дуже хорошою». Незважаючи на великий акцент на «Монстра тижня», «Дар» також вписується у загальну міфологію серіалу. В книзі «Повні файли X», випущеній 2008 року, епізод зараховується до загальної лінії міфів.
Епізод досліджує історію хвороби мозку Малдера, сюжетну лінію, яка була представлена у відкритті сезону «Всередині». Це був значною мірою реткон, розміщений у серії. Серія раціоналізувала це одкровення тим фактом, що через вплив на Малдера чорної оливи в четвертому сезоні — епізоди «Тунгуска» і «Терма» — та його вимушена операція на мозку в «Курці» та «Шостому вимиранні II: Любові до долі», у його мозку розвинулася невиліковна хвороба, яка поступово вбивала Фокса. Насправді, «тижневе відновлення» Малдера після операції на мозку стало критичним, коли «Шосте вимирання II: Amor Fati» вийшов в ефір 1999 року
Режисером серії став Кім Меннерс, ця робота була його третім режисуванням за сезон. Через обмежену доступність Духовни поява Малдера обмежувалася лише спогадами. Цей прийом раніше використовувався під час зйомок епізоду «Per Manum», який — хоча він вийшов в етер після «Дару» — був знятий до цього епізоду
Більшість епізоду була відзнята в районі Лос-Анжелеса. Сцени, що відбуваються в резиденції душоїда, відзняли на фермах Вентура, каліфорнійському кінному закладі — та поблизу Таузанд-Оакс. Місце зйомок раніше використовувалося для епізоду «Терпіння», в сценах, що відбуваються у приміщенні трунаря. Коротка сцена з Самотніми стрільцями була знята під час знімання їх спін-оф серіалу «Самотні стрільці». Хоча основна частина епізоду була знята режисером Меннерсом, фрагмент із Стрільцями зняв Браян Спайсер, який відзняв декілька епізодів «Самотніх стрільців», а також запис шостого сезону, орієнтований на Стрільців — «Трійка»."
Епізод був написаний для того, щоб не задіяти тимчасово Джилліан Андерсон. Внаслідок цього, в серії є лише кадри Скаллі з епізоду «Всередині». Пізніше Джилліан повідомила, що була надзвичайно вдячна за цей та інші епізоди, орієнтовані на Доггетта — тому що вони надали їй час, аби побути зі своєю донькою Пайпер Мару, яка відвідувала школу в Канаді. Андерсон наполягла на тому, щоб керівництво серіалу розуміло її становище і допомагало; в одному з інтерв'ю вона пояснила: «Я вирішила — вони поважають, що я працюватиму три тижні, а потім матиму два-три тижні відпустки, аби побути з донькою. Тож вони погодилися, і це було для мене важливо. Я ніколи раніше цього не мала на зйомках»..
«Дар» був першим епізодом, над яким компанія візажиста Меттью В. Мангла працювала в «Цілком таємно». Пожирач душ був поєднанням актора Джордана Мардера в гримі та силіконового манекена, який мав висувний рот і рухомі зуби.

## Показ і відгуки
Прем'єра відбулася 4 лютого 2001 року на телеканалі «Fox». Епізод отримав рейтинг Нільсена 8,8, що означає — його бачили 8,8 % домогосподарств країни. Епізод переглянули 8,87 млн домогосподарств та 14,6 млн глядачів. Епізод був показаний у Великій Британії на телеканалі «BBC Two» 19 травня 2002 року. Крім того, оскільки це був перший епізод Духовни з початку 8 сезону, «Фокс» активно просував в роликах на телебаченні; у кліпі диктор зазначив, що в епізоді «Девід Духовни повертається до Цілком таємно».. Частково цей епізод був широко популяризований, тому що прем'єра відбулася під час лютневих підрахунків, коли рейтинг Нільсена обробляє приблизно 2 мільйони паперових записів з домогосподарств по всій країні — для збору інформації про перегляд.
Сприйняття критиками епізоду було переважно неоднозначним. Зак Гендлен з «The A.V. Club» відзначив епізод «А» і назвав його «чудовою історією про монстрів, й моєю улюбленою з усіх, що я бачив (у восьмому сезоні) досі». Він стверджував, що епізод був «настільки ефективним», тому що «це не просто інверсія монстра/нормальної особистої дихотомії; серіал витягував цю хитрість і раніше, і хоча він намагається зіграти примхливо про справжню природу спочатку пожирача душ, не важко розпізнати, хто справжній лиходій». Гендлен також писав, що епізод «змушує аудиторію сильніше ототожнюватися з Доггеттом» і добре використав відсутність Андерсон. Меган Дін з «Tor Books» зазначено: «хоча казка про пожирача душ, можливо, була трохи поспішною і дешо недбалою, сам епізод має іскру (це іскра відсутнього, драйв зниклого). Що ми всі тут з якоїсь причини і що серіал хоче жити».
Оглядачка «Телебачення без жалю» Джессіка Морган оцінила епізод на «В+» і аплодувала поверненню Духовни, написавши: «Ласкаво просимо… ти, чудовий негідник». Том Кессеніч у книзі «Експертизи» написав змішаний огляд епізоду. З одного боку, він високо оцінив відчуття епізоду, відзначивши: «Багато в чому це був епізод, який повернув інтенсивність, магію та силу „Цілком таємно“, яких мені бракувало протягом цього найприземленішого сезону». Також Кессеніч зазначив, що «Доггетт вперше став частиною Цілком таємно». Тим не менш, оглядач також вважав, що теорія, яка стосується смертельної хвороби мозку Малдера, був помилковим кроком, зауваживши, що Малдер ніколи б не приховував від Скаллі чогось такого серйозного та особистого. Він писав: «Рік тому Малдер не помирав (але) те, що ми колись знали як істину, раптом було замінено брехнею». Джордж Авалос та Майкл Лідтке з «East Bay Times» назвали серію «одним із найпривабливіших епізодів сезону» та позитивно написали про «інтригуючі можливості», які він створив для фінальної частини сезону. Вони також позитивно відмітили те, як Доггетт і Малдер змогли з'єднатися «деяким містичним способом». Однак оглядачі критично поставились до розміщення епізоду, зазначивши, що було б краще, якби це був «четвертий або п'ятий епізод сезону». Окрім того, вони негативно писали про історію, що Малдер страждає на смертельну хворобу мозку, називаючи це «кривою монументальної історії, яка не змогла з'єднати всі точки за цим».
Роберт Ширман та Ларс Пірсон у книзі «Хочемо вірити: критичний посібник з Цілком таємно, Мілленіуму та Самотніх стрільців» оцінили епізод 2 зірками з п'яти. Незважаючи на те, що оглядачі назвали епізод «іншим», вони написали — історія з Малдером «не дуже задовольняє». Крім того, вони назвали фінал проблемним — оскільки в ньому фігурували Скіннер і Доггетт, які придушують правду — а це суперечить духу серіалу. Пола Вітаріс з «Cinefantastique» надала епізоду негативний відгук і відзначила його 1.5 зірки з чотирьох. Вона розкритикувала роль Доггетта, зазначивши: «ви думаєте, що після цього навіть він стане шалено віруючим, але ні — він нітрохи не змінився». Маріса Гатрі з «Бостонського вісника» розкритикувала той факт, що Духовни дали так мало часу. Крім того, вона критично ставилася до того, що Доггетт залишався скептиком наприкінці епізоду.

## Знімалися
| Актор              | Роль                    |
| ------------------ | ----------------------- |
| Роберт Патрік      | Джон Доггетт            |
| Джилліан Андерсон  | Дейна Скаллі            |
| Том Брейдвуд       | Мелвін Фрогікі          |
| Дін Гаглунд        | Річард Ленглі           |
| Брюс Гарвуд        | Джон Фіцджеральд Байєрс |
| Каролін Лагерфельт | сільська жінка          |
| Майкл Макгрейді    | шериф Курт Фрей         |
| Мітч Піледжі       | Волтер Скіннер          |
| Наталі Редфорд     | Мері Хангенмул          |